# Йонкер, Ингрид
Ингрид Йонкер (африк. Ingrid Jonker; 19 сентября 1933, Дуглас, близ Кимберли, ЮАС — 19 июля 1965, Кейптаун, ЮАР) — южноафриканская поэтесса, писавшая на языке африкаанс. Она достигла культового статуса в Южной Африке после апартеида и часто сравнивается из-за своей красоты и трагической судьбы с Сильвией Плат и Мэрилин Монро. Её стихи были переведены на многие языки мира.

## Ранние годы
Ингрид Йонкер родилась 19 сентября 1933 года на ферме своего деда по материнской линии близ Дугласа, северный мыс. Незадолго до её рождения мать Ингрид Беатрис и сестра Анна покинули дом Абрахама Йонкера (отца Ингрид), в кейптаунском пригороде Вредехук. Беатрис и Анна Йонкер изначально поселились в доме их соседа. Затем мать и дочь уехали на ферму родителей Беатрис, Фани и Анны Силльерс. По словам Луизы Вильжоэн, сохранилось письмо, в котором Беатрис решительно отвергает просьбу Абрахама о возвращении к нему. Детство Ингрид и Анны прошло на нескольких небольших фермах, принадлежащих их деду.
Ингрид позже писала: «В то время моего отца не было с семьей и мой дед Фани Силльерс ― лучший шутник, парализованный и прикованный к постели в течение пятнадцати лет; он был самым остроумным человеком, которого я когда-либо знала и правил домом по-своему буйно».
В детстве Ингрид и Анну часто водили в гости к богатым родственникам их бабушки, которые владели виноградниками в Парле. Анна позже вспоминала: «Мы часто навещали родственников в Парле. Самыми старыми людьми, которых мы знали, были мать и тетя Оумы, жившие в Хиллсайде. Мы были ошеломлены величественным домом и совершенно ошарашены степенью чистоты, ожидаемой от нас. Нам казалось, что мы должны мыть руки по сто раз в день и это только для того, чтобы получить немного вкусной еды или самое большее два или три красивых маленьких печенья. Прабабушка считала, что девочки должны быть маленькими леди. Мы сидели на пуфах скрестив наши маленькие лодыжки, стараясь не смеяться над смешным названием сиденья».
Анна также вспоминала о своем отце: «Абрахам приезжал к нам в Дарбанвиль, но моя мать так расстроилась, увидев его, что Оупа сказал, чтобы он держался подальше».
Во время того же визита Абрахам принес в подарок Ингрид красный топ, но в остальном отказался признавать её.

## Творчество
Ингрид Йонкер начала писать стихи, когда ей исполнилось шесть лет и к шестнадцати годам она представила свой первый сборник стихов «Na die somer» (После лета). Издатель не принял его, но поэт Дирк Опперман, пригласил Ингрид прийти и обсудить с ним её стихи. Опперман был одним из выдающихся поэтов своего времени и чрезвычайно влиятельной фигурой в литературе африкаанс. Поэтому Ингрид чувствовала себя очень напуганной, когда впервые пришла к нему. Однако ей было приятно, что Опперман отнёсся к ней серьёзно и дал хороший совет. Два раза в 1951 году она снова посылала ему стихи, которые Опперман комментировал и убеждал её прислать ещё.
По словам Луизы Вильжоэн, некоторые из этих стихотворений (например, Skrik и Keuse) содержат завуалированные намеки на романтическую тоску и пробуждающуюся сексуальность, часто вызванную чувством религиозной вины. На основе этих стихотворений трудно реконструировать внутреннюю жизнь юной Ингрид, потому что выражение чувств в них всё ещё сдерживается школьным декорумом и писательской риторикой предыдущего поколения африканских поэтов.
Многие близкие друзья Ингрид впоследствии комментировали тот факт, что у неё не было возможности посещать университет. Одни обвиняли в этом её отца, другие полагали, что это произошло из-за влияния её мачехи Лулу Йонкер. Известно, что после того, как она покинула дом своего отца, Абрахам оплатил обучение Ингрид на курсах секретарей, что позволило ей обеспечивать себя и стать независимой.
Однако истинной страстью Ингрид было её призвание поэта. Позже она вспоминала: «Я стала офисным работником, но по-настоящему жила для того, чтобы писать».
Она продолжала посылать свои стихи в популярные журналы, такие как Die Huisgenoot, Naweekposи Rooi Rose, а также в литературный журнал Standpunte. По мере того как она это делала, её стихи становились всё более утончёнными и отточенными. Она также брала уроки скульптуры, ораторского искусства и актёрского мастерства.
По словам Луизы Вильжоэн, «когда слушаешь магнитофонные записи её собственных стихов, то поражаешься ясности дикции и артикуляции. Голос у неё культурный, спокойный и уверенный. Несмотря на то, что она производила впечатление уязвимой и беззащитной женщины, в её характере также должна была быть определенная жизнестойкость и решительность, которые позволили ей преодолеть лишения ранних лет и развиться в художественном и социальном плане после того, как она покинула дом своего отца».
Её первая опубликованная книга стихов, «Ontvlugting» (Бегство), была в конечном итоге опубликована в 1956 году.

## Конфликт с Национальной партией ЮАР
Её отец, уже писатель, редактор и член парламента от Национальной партии, был назначен председателем парламентского комитета, отвечающего за законы о цензуре в области искусства, публикаций и развлечений. К возмущению Абрахама Йонкера, его дочь яростно выступала против законов о цензуре, которые он должен был соблюдать, вскоре их политические разногласия стали достоянием общественности. Произнеся речь в парламенте, он отрёкся от неё как от своей дочери.
Депрессия, вызванная отказом отца от неё и её абортом, вынудила Ингрид лечь в психиатрическую больницу Валькенберга в 1961 году.
Следующий сборник стихов Йонкер «Дым и охра» (Smoke and Ochre) был опубликован в 1963 году после задержек, вызванных её издателями. В то время её поэзия была высоко оценена большинством южноафриканских писателей, поэтов и критиков, но была встречена прохладно сторонниками правящей партии.
Впоследствии Ингрид Йонкер стала известна как одна из участников группы «Die Sestigers», в которую также входили Брейтен Брейтенбах, Андре Бринк, Адам Смолл и Барто Смит, бросавшие вызов крайнему африканскому национализму правящей Национальной партии.
За этот сборник Ингрид выиграла денежный приз и премию «Afrikaans Press-Booksellers», а также получила стипендию от англо-американской корпорации. Эти деньги помогли ей осуществить свою мечту о путешествии в Европу. Оттуда она отправилась в Англию, Нидерланды, Францию, Испанию и Португалию. Она попросила Джека Коупа сопровождать её, но он отказался. Затем Йонкер пригласила Андре Бринка присоединиться к ней. Он согласился и они вместе отправились в Париж и Барселону. Во время поездки Бринк решил не оставлять жену ради Ингрид и вернулся в Южную Африку. Поэтесса вскоре прервала своё турне и вернулась в Кейптаун.
Йонкер начала писать новый сборник стихов незадолго до своей смерти. Подборка этих стихотворений была опубликована посмертно в сборнике «Toppling Sun». Затем она стала свидетельницей ужасного события: чернокожий ребёнок был застрелен белыми солдатами и умер на руках у своей матери. Она подчеркнула строку из стихотворения Дилана Томаса: «После первой смерти нет другой». Позже она написала в дневнике (wat doodgeskiet is deur soldate by Nyanga ― ребёнок которого застрелили солдаты в Ньянге).

## Личная жизнь
Ингрид Йонкер вышла замуж за Питера Вентера в 1956 году, а их дочь Симона родилась в 1957 году. Супруги переехали в Йоханнесбург, но через три года расстались. Йонкер и её дочь вернулись в Кейптаун.
В этот же период у неё были отношения с двумя писателями, Джеком Коупом и Андре Бринком. Она забеременела и сделала аборт, хотя в то время аборт был запрещён в Южной Африке.

## Смерть
Ночью 19 июля 1965 года Ингрид Йонкер спустилась на пляж в бухту трёх якорей в Кейптауне, вошла в море и утопилась.
Известие о смерти Ингрид потрясло всех, кто её знал. Джека Коупа и Уйса Крига попросили опознать тело. Впоследствии Коуп записал в своем дневнике: «Дорогая, я подвел тебя. Есть только один непоправимый недостаток ― отсутствие веры, потеря мужества, быть меньше своей любви. Я люблю тебя миллион раз». Анна Йонкер позже вспоминала: «Когда я пришла к Джеку в то утро, он сидел за столом, окружённый другими писателями и друзьями. Вся ненависть была сосредоточена на нём. Они все винили его». Андре Бринк был в то время в Претории и ослеп на несколько часов от шока, услышав эту новость.
По словам Марджори Уоллес, Абрахам Йонкер был на охоте, когда Ингрид умерла. Когда его в конце концов выследили, он сказал: «Насколько я понимаю, они могут бросить её обратно в море». Однако сводный брат Ингрид, Коос Йонкер, настаивает, что в этом нет никакой правды. По словам Кооса: «Мой отец, сделал какое-то бессердечное замечание, когда услышал о смерти Ингрид. Но в то же самое время я был с ним на охоте в Восточном Кейпе и стоял рядом с ним, когда пришел сын фермера и сказал нам, что Ингрид утонула. Мой отец был очень шокирован. Он ничего не сказал, кроме того, что мы должны немедленно ехать. В то время он был в очень хороших отношениях с Ингрид. Она часто навещала его в Сент-Джеймсе».
Симона была отправлена самолётом к отцу и мачехе в Йоханнесбург и узнала о смерти матери только после приезда.
Психолог Л. М. ван дер Мерве писал: «Незадолго до своей смерти она подчеркнула строку из стихотворения Дилана Томаса: „После первой смерти нет другой”... Тем самым она подтвердила, что прощание состоялось задолго до 19 июля 1965 года. Но физическое действие, совершенное в ту ночь, очень затрудняет сохранение перспективы, оценку ценности её влияния, потому что в тот день родилась легенда».
Лоренс Ван дер Пост позже сказал об Ингрид: «Её самоубийство для меня почти как самоубийство Африканерства... Её отвергли отец, народ и возлюбленный, даже Уйс, настолько поглощённый своими эмоциями... Я был в ужасе... Опасностью её детской уязвимости, о которой я написал Джеку Коупу и умолял его приехать и забрать её из Европы и предлагал оплатить его проезд... Но как только Джек овладел ею, он просто отдал ей в ответ кусочки своего холодного разума. Он был единственным человеком кто мог её спасти. Может быть, он и пытался, не знаю. Может быть, я несправедлив... ей, как и всем нам, а некоторые из нас, слава Богу, нуждаются в любящем и понимающем человеческом сердце, чтобы принять нас».

## Наследие
Архив Йонкер стал достоянием Национального литературного музея в Грейамстауне. В 1965 году была учреждена литературная премия её имени. Посмертно она была награждена национальным орденом Ихаманга (2004). Её стихи переведены на ряд языков, многие её произведения положены на музыку, о ней сняты документальные и художественные ленты. В 2010 году на экраны вышел биографический художественный фильм Паулы ван дер Уст «Чёрные бабочки» (в роли Ингрид Йонкер — Карис ван Хаутен, получила за эту роль премию МКФ Трайбека, 2011; в роли её отца — Рутгер Хауэр).

## Публикации на русском языке
- Из современной поэзии ЮАР. — М.: Прогресс, 1976.
- Переводы из Ингрид Йонкер